# Technoparade
Unter einer Technoparade versteht man die entlang einer festgelegten Strecke stattfindende Bewegung einer größeren Personengruppe zu Technomusik aus begleitenden Fahrzeugen, meist großen Lastwagen mit leistungsstarken Musikanlagen. 
Technoparaden kommen dabei sowohl in Form unpolitischer Technoumzüge, als auch in Form politischer Demonstrationen vor. Einige Paraden finanzieren sich durch Verkauf der Mitfahrgelegenheiten und Sponsoren, andere durch Spenden oder sind von den Organisatoren selbstfinanziert.
Die Loveparade fand erstmals 1989 in Berlin und zuletzt 2010 in Duisburg statt. Nach deren Ende war die Street Parade in Zürich regelmäßig die nach der gemeldeten Teilnehmerzahl größte Technoparade. 

## Ablauf
An einem verabredeten Startpunkt sammeln sich die oft bunt dekorierten Lovemobiles. Auf den Fahrzeugen befinden sich DJs, die Musikstücke ineinandermischen und leistungsstarke Musikanlagen, die von Stromgeneratoren versorgt werden. Die einzelnen Begleitfahrzeuge werden häufig von verschiedenen Event-Veranstaltern oder Techno-Clubs organisiert. Laufpublikum kann, meistens gegen ein Entgelt, auf die Wagen zusteigen und mitfahren. Während der Parade spielen die einzelnen Fahrzeuge oft unterschiedliche Stilrichtungen von Technomusik. Paradenbesucher haben die Möglichkeit am Straßenrand stehenzubleiben und sich Wagen für Wagen anzuhören und eventuell zu tanzen oder auch einem Wagen zu folgen und somit immer den gleichen DJ bzw. Musikstil zu hören. Am vorher bekanntgegebenen Zielpunkt findet oft eine Abschlusskundgebung statt, danach ist die Parade vorbei. Am Abend finden meist weitere als „After-Parties“ bezeichnete Veranstaltungen in den lokalen Nachtclubs statt.

## Technoparaden in Deutschland
Technoparaden finden und fanden im Regelfall in Großstädten statt. In den 90er und 2000er Jahren gab es in Deutschland 5 große Technoparaden:
- Loveparade, Berlin (1989–2003, 2006), Essen (2007), Dortmund (2008), Duisburg (2010), siehe auch Unglück bei der Loveparade 2010
- Union Move, München (1995–2001)
- Generation Move (G-Move), Hamburg (1995–2004), Kiel (2006–2007)
- Reincarnation, Hannover (1995–2006)
- Vision Parade, Bremen (2002–2006)

Daneben finden und fanden auch kleinere Technoparaden in anderen Orten statt wie z. B.:
- Night Move, Köln (1994)
- Futureparade, Brockhagen (1997–2004)
- Beatparade, Empfingen (1998–2003, seit 2006)
- Peace Parade, Rulfingen (1998–2000)
- Rolandparade, Nordhausen (2000–2004)
- Dorfmove, Ohrel (2001–2012, seit 2013)
- Rahlstedt Move, Hamburg (2001–2005)
- Gauting Move, Gauting
- Nachttanzdemo Gießen
- Street Move, Trappenkamp (2003–2006, parallel zur Zürcher Street Parade)
- Börde Move, Lamstedt (seit 2005)
- Friends Parade, Celle (2007)
- House Parade, Heilbronn (1998–2001)
- Music Parade, Heilbronn (2007–2009)

Seit Ende der 1990er Jahre entstanden zudem einige nicht-kommerzielle Paraden, die einen stärkeren kulturellen oder politischen Demonstrationscharakter sowie Merkmale von klassischen Protestzügen aufweisen:
- Fuckparade, Berlin (seit 1997, subkulturelle Gegenparade zur Loveparade)
- Spendenmove, Hamburg (2005, Spendenveranstaltung für das Seebeben 2004)
- Krachparade, München (seit 2014, Fokus auf Erhaltung kultureller Freiräume)
- Zug der Liebe, Berlin (seit 2015, Fokus auf aktuellen politischen Themen)
- Tolerade, Dresden (seit 2015, Fokus auf aktuellen politischen Themen)
- Krach Parade, Aachen (seit 2019, Fokus auf kulturelle Freiräume und kulturpolitische Aspekte)
- Rave the Planet Parade, Berlin (seit 2022, Anerkennung der elektronischen Musikkultur)

## Technoparaden in Österreich
- Freeparty, Wien (1994–1999)
- Unite Parade, Salzburg (1999–2008, seit 2022)
- Loveparade, Wien (2000–2006)
- Freeparade, Wien (2001–2010)
- Snow Move, Sölden

## Technoparaden in der Schweiz
- Street Parade, Zürich (seit 1992)
- Jungle Street Groove und Beat on the Street, Basel (seit 1995)
- Antiparade, Zürich (seit 1996 als Gegenparade zur Street Parade)
- Lakeparade, Genf (1997–2015)
- Landparade, Buttisholz (2002)
- Tanz Dich Frei, Bern (2011–2013)

## Technoparaden weltweit
Argentinien
- Energy Parade, Buenos Aires und San Miguel de Tucumán (1999 und 2000)

Belgien
- City Parade, Belgien (2001–2006)

Estland
- Freedom Parade, Tartu (2002–2009)

Frankreich
- Techno Parade, Paris (seit 1998)

Israel
- Loveparade, Tel Aviv (seit 1998)

Italien
- Street Rave Parade, Bologna (2003–2006)
- Street Parade, Rom (2006–2009)
- Va Bin Parade, Turin (2010–2011)
- EuroMayDay, Mailand (deutsche Ableger in Hamburg und Dortmund)

Mexiko
- Loveparade, Mexiko-Stadt (2002–2006)

Niederlande
- FFWD Dance Parade, Rotterdam (1997–2007)
- Limburg Love-Parade, Limburg

Polen
- Parada Wolności (Freedom Parade), Lodz (1996–2002)
- Amsterdam Dance Mission, Posen (seit 2001)

Portugal
- Elektro Parade, Porto (2001–2003)

Südafrika
- Loveparade, Kapstadt (2000–2001, 2003)

Ungarn
- Budapest Parade, Budapest (2000–2006)

USA
- LovEvolution, San Francisco (2004–2009, 2011)
- Fuckparade, San Francisco (seit 2003, Motto: Fuck the Corporate Parties)

## Ähnliche Veranstaltungen
- Ein verwandter Paradentyp ist der sogenannte EuroMayDay, der allerdings immer politisch ist. Diese Paraden beinhalten auch Elemente klassischer Demonstrationen wie politische Reden  und das Tragen von Schildern und Transparenten. Ebenfalls mit Technoparaden verwandt sind andere Musikparaden wie der Schlagermove.
- Ähnlich wie Technoparaden haben verschiedene Veranstaltungen elektronischer Tanzmusik auch andere Fahrzeuge wie Ausflugsschiffe oder Straßenbahnen eingesetzt. Im Unterschied zu Technoparaden, die sich dadurch auszeichnen, dass beliebiges Laufpublikum an der Veranstaltung teilnehmen kann, können in diesem Fall nur die Passagiere auf den Schiffen bzw. in den Trambahnen durch Kauf einer Fahrkarte teilnehmen. Ein Beispiel für eine Schiffsparade ist die Berlin Beats & Boats, welche seit 2009 in Berlin stattfindet und aus bis zu 14 schwimmenden Tanzflächen besteht.[1] Eine Housetram genannte Veranstaltung, in der eine mit Musikanlagen bestückte Tram durch die Stadt fuhr, wurde von Monika Kruse seit 1995 in München organisiert.[2]